# Jamal El Ghannouti
Jamal El Ghannouti, né le 29 mars 1983 à Rotterdam, est un joueur international néerlandais de futsal.

## Biographie
Jamal El Ghannouti naît à Rotterdam aux Pays-Bas dans une famille d'origine marocaine. 
Le 28 octobre 2005, il débute officiellement sa carrière internationale avec les Pays-Bas futsal dans un match face au Portugal. Il détient aujourd'hui le record du joueur le plus capé en sélection néerlandaise.

## Palmarès
- 2005 : Finaliste de la Coupe des Pays-Bas avec Hilversum
- 2008 : Vainqueur de la Coupe des Pays-Bas avec FC Blok Carillon
- 2012, 2013, 2015 : Champion des Pays-Bas avec le FC Eindhoven

### Distinctions personnelles
- 2009 : Meiller joueur de futsal du Brabant néerlandais

### Records
- Joueur le plus capé en sélection néerlandaise de futsal